# Pharsalia ochreopunctata
Pharsalia ochreopunctata är en skalbaggsart som beskrevs av Fuchs 1957. Pharsalia ochreopunctata ingår i släktet Pharsalia och familjen långhorningar. Inga underarter finns listade i Catalogue of Life.